# بطولة العالم لسباقات فورمولا 1 موسم 1980
بطولة العالم لسباقات فورمولا 1 موسم 1980 عقدت في سنة 1980 م، وفاز بها آلان جونز (بالإنجليزية: Alan Jones)‏ من فريق ويليامز إف ون (بالإنجليزية: Williams)‏ بسيارته الكوزوورث (فورد). آلان جونز الذي بدأ السباق في الخط رقم 3 حصل على أفضل توقيت في الجولة 5 من السباق في أسرع لفة له. هذا السائق في المجموع حصد 67 نقطة.

## الوصلات الخارجية
- الموقع الرسمي للفورمولا 1